# ابراهیم بازوری
ابراهیم بازوری (نسب کامل: ابراهیم بن ابراهیم بن فخرالدین، عامِلی بازوری) شاعر و ادیب لبنانی در سدهٔ هفدهم میلادی/یازدهم هجری بود. از معاصران حر عاملی شمرده می‌شود. دیوان کوچک اشعارش و رحلة المسافر و غنیة عن المسافر از آثار اوست.